# Апостольська нунціатура в Португалії
Апостольський нунцій у Португальській Республіці — дипломатичний представник Святого Престолу в Португалії. Цей дипломатичний пост займає церковно-дипломатичний представник Ватикану в ранзі посла. Як правило, в Португалії апостольський нунцій є дуайєном дипломатичного корпусу. Апостольська нунціатура в Португалії заснована на постійній основі наприкінці XV ст. Її резиденція розташована в Лісабоні.
Апостольським нунцієм у Португалії є архієпископ Іво Скаполо, призначений Папою Франциском 29 серпня 2019.

## Історія
Історія Апостольської нунціатури в Португалії сягає XV століття, коли в Португалію призначили першого апостольського нунція в особі Джустіно Бальдіні.
У ході війни за португальську спадщину в XVI столітті, коли Португалію тимчасово завоювала Іспанія, обов'язки апостольського нунція в Португалії виконував апостольський нунцій в Іспанії. Пізніше, з моменту відновлення незалежності Португалії в XVII столітті, посаду апостольського нунція в Португалії відновлено.
Протягом більшої частини XIX і XX століть апостольські нунції в Португалії обіймали посади в Римській курії, що зазвичай проводило зведення до рангу кардиналів. Зараз ця практика практично припинилася, хоча досі використовується стосовно апостольських нунціїв у Франції.

## Апостольські нунції в Португалії
- Джусто Бальдіні, О. S. B. - (12 лютого 1481 - після 26 квітня 1493 року, до смерті);
- Антоніо Пуччі - (1513—1515);
- Мануел ді Нароньо - (1518);
- Мартіно дел Портогалло - (1527—1529);
- Марко Віджеріо делла Ровере - (1532—1536);
- Джироламо Каподиферро - (1536—1539);
- Фердинанду Вашконшеллош ді Менезіш - (20 грудня 1538 - 1542);
- Луїджі Ліппомано - (21 травня 1542 - 27 червня 1544);
- Джованні Річчі ді Монтепульчано - (27 червня 1544 - 4 березня 1550);
- Помпео Дзамбеккарі - (4 березня 1550 - 6 липня 1560, у відставці);
- Просперо Сантакроче - (6 липня 1560 - 10 травня 1561 - призначений апостольським нунцієм у Франції);
- Джованні Кампеджі - (10 травня 1561 - 17 вересня 1563, до смерті);
- Франческо Равіца - (1670—1672);

- Марчелло Дураццо - (12 квітня 1673 - 5 травня 1685 - призначений апостольським нунцієм до двору католицького короля);
- Франческо Ніколіні - (10 жовтня 1685 - 24 січня 1690 - призначений апостольським нунцієм до двору найхристиянішого короля);
- Себастьяно Антоніо Танара - (26 травня 1690 - 15 березня 1692 - призначений апостольським нунцієм в Австрії);
- Джорджо Корнаро - (12 травня 1692 - 22 липня 1697);
- Мікеланджело деї Конті - (24 березня 1698 - 7 червня 1706);
- Вінченцо Бікі - (14 вересня 1709-1720);
- Джузеппе Фіррао іль Веккьо - (28 вересня 1720 - 11 грудня 1730 - призначений архієпископом Аверси);
- Гаетано де Кавальєрі - (27 березня 1732 - до 6 листопада 1738);
- Джакомо Одді - (25 лютого 1739 - 9 вересня 1743);
- Лука Мелькіоре Темпі - (22 січня 1744 - 1 жовтня 1754);
- Філіппо Аччайолі - (28 січня 1754 - 23 лютого 1761 - вигнаний з Португалії);
- Інноченцо Конті - (3 січня 1770 - 19 квітня 1773);
- Вінченцо Рануцці (26 лютого 1782 - 14 лютого 1785);
- Карло Беллізомі - (7 травня 1785 - 21 лютого 1794);
- Бартоломео Пакка - (21 березня 1794 - 23 лютого 1801);
- Лоренцо Калеппі - (23 грудня 1801 - 8 березня 1816) [1]
- Джованні Франческо Компаньйони Марефоски - (20 грудня 1816 - 17 вересня 1820);
- Джакомо Філіппо Франсоні - (21 січня 1823 - 21 листопада 1834 - призначений префектом Священної Конгрегації Пропаганди Віри);
- Алессандро Джустініані - (24 квітня 1827 - 2 липня 1832);
- Філіппо Де Анджеліс - (13 листопада 1832 - 15 лютого 1838 - призначений архієпископом (персональний титул) Монтефьясконе);
- Камілло ді П'єтро - (7 лютого 1844 - 16 червня 1856);
- Інноченцо Ферр'єрі - (16 червня 1856 - 13 березня 1868);
- Луїджі Орелья ді Санто Стефано - (29 травня 1868 - 22 грудня 1873);
- Доменіко Сангуіньї - (25 серпня 1874 - 19 вересня 1879);
- Гаетано Алоїзі Мазелла - (30 вересня 1879 - 25 червня 1883);
- Вінченцо Ваннутеллі - (3 жовтня 1883 - 23 червня 1890);
- Доменіко Марія Якобіні - (16 червня 1891 - 22 червня 1896);
- Андреа Аюті - (26 вересня 1896 - 22 червня 1903);
- Жозе Маккі - (8 січня 1904 - 8 червня 1906);
- Джуліо Тонті - (4 жовтня 1906 - 25 жовтня 1910);
- Акілле Локателлі - (13 липня 1918 - 11 грудня 1922);
- Себастьяно Нікотра - (30 травня 1923 - 16 березня 1928);
- Джованні Біда Кардинале, O.S.B.- (18 червня 1928 - 1 грудня 1933);
- П'єтро Чиріачі - (9 січня 1934 - 12 січня 1953);
- Фернандо Ченто - (26 жовтня 1953 - 15 грудня 1958);
- Джованні Паніко - (25 січня 1959 - 19 березня 1962);
- Максимільєн де Фюрстенберг - (28 квітня 1962 - 26 червня 1967);
- Джузеппе Сенсі - (8 липня 1967 - 24 травня 1976);
- Анджело Фелічі - (13 травня 1976 - 27 серпня 1979 - призначений апостольським нунцієм у Франції);
- Санте Порталупі - (15 грудня 1979 - 31 березня 1984);
- Сальваторе Аста - (21 липня 1984 - липень 1989);
- Лучано Анджелоні - (31 липня 1989 - 15 березня 1993);
- Едоардо Ровіда - (15 березня 1993 - 12 жовтня 2002);
- Альфіо Рапісарда - (12 жовтня 2002 - 8 листопада 2008);
- Ріно Пасігато - (8 листопада 2008 - 4 липня 2019, у відставці).
- Іво Скаполо - (29 серпня 2019 - по теперішній час).